# Enicospilus cingulatus
Enicospilus cingulatus là một loài tò vò trong họ Ichneumonidae.